# Ближний (Новоузенский район)
Бли́жний — хутор в Новоузенском районе Саратовской области, входит в состав  Олоновского муниципального образования. Основан в 1915 году.

## География
Хутор находится на левом берегу реки Чертанла, на расстоянии примерно 6 км (по прямой) к северу от города Новоузенск, административного центра района.

### Часовой пояс
Хутор Ближний, как и вся Саратовская область, находится в часовой зоне МСК+1. Смещение применяемого времени относительно UTC составляет +4:00.

## Население
| 2002 | 2010 |
| ---- | ---- |
| 315  | ↘294 |

### Национальный состав
Согласно результатам переписи 2002 года, в национальной структуре населения казахи составляли 68 % из 315 чел., русские — 26 %.